# 亞當·紐曼
亞當·紐曼（英語：Adam Neumann，希伯來語：‎；1979年4月25日—），又稱亞當·諾伊曼，以美雙籍猶太裔商人、投資者與億萬富翁，共用工作空間供應商WeWork的共同創辦人，並在2010至2019年擔任該公司的首席执行官（CEO）。截至2023年2月，《福布斯》估算其總資產達12億美元。

## 生平

### 早年生活
紐曼在1979年4月25日於以色列特拉維夫出生，父母在其7歲時離異，他也因此在22歲之前周周轉轉地住過13個不同的房子。紐曼患有失讀症，在三年級時才學會讀寫，並在10多歲的時候住在以色列南部的一個基布茲內。為以色列海軍服役近五年後，他前往紐約市立大學柏魯克分校下設的齊克林商學院就讀。

### 商人生涯

#### WeWork
在創辦WeWork之前，紐曼曾創立了一家名叫Krawlers的童裝公司。他後來開始與米格爾·麥凱維合作，在2008年創立Green Desk，為一專注於可持續發展共用工作空間的公司，同時也是WeWork的前身。後來兩人出售了他們在Green Desk的股份，並利用這筆資金及以33%股份換取房地產開發商人喬爾·薛伯的1500萬美元注資，終在2010年創立WeWork。紐曼表示他希望透過WeWork複製其在以色列社群中感受到的親暱和團體性，而西方世界正正缺乏這種感覺。

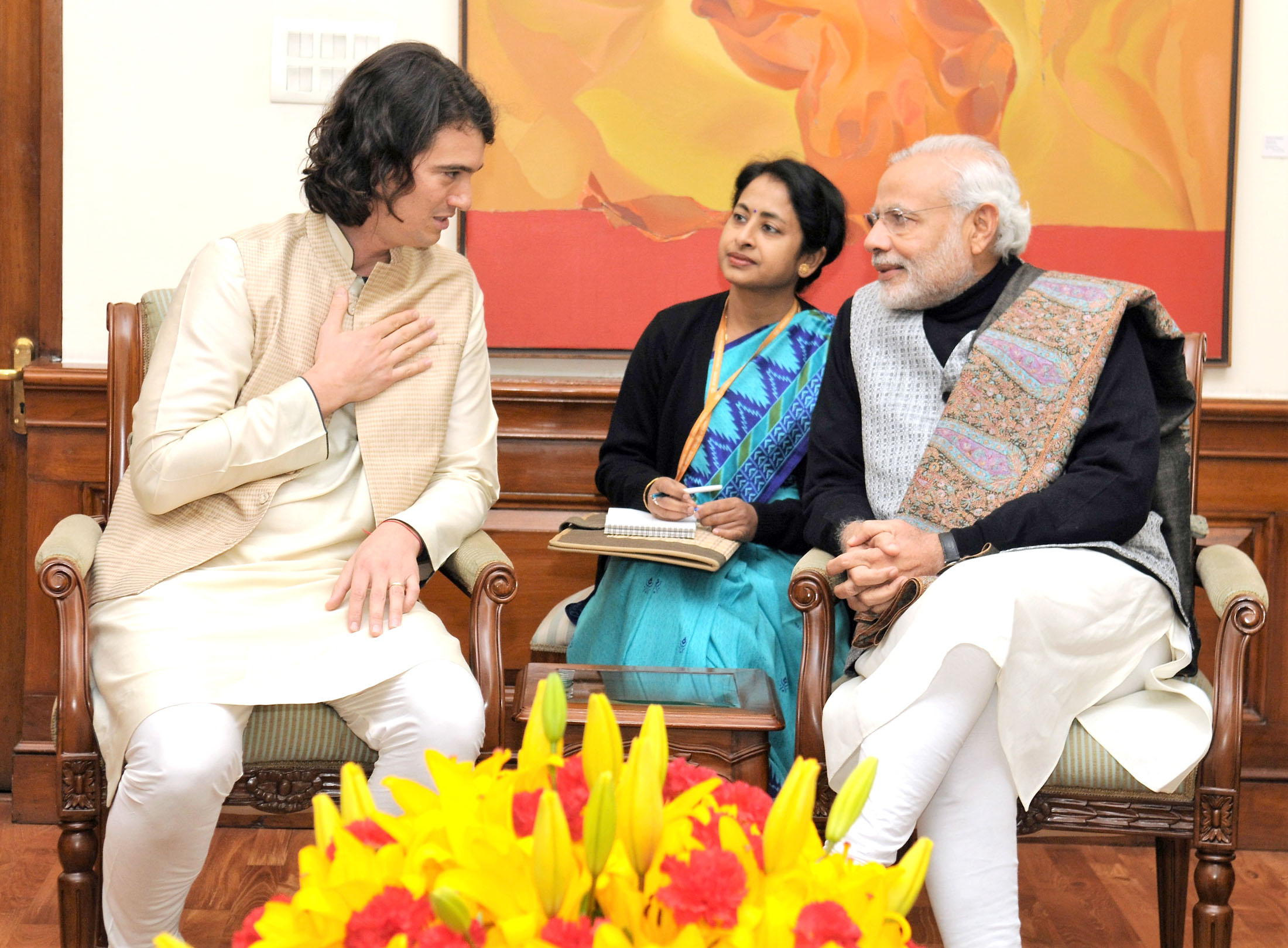
紐曼在2016年1月15日於新德里與印度總理納倫德拉·莫迪會面

在紐曼和麥凱維的領導下，WeWork迅速成為美國國內擴展最快的初創辦公空間承租商，除了吸引摩根大通、高盛、普徕仕和威灵顿管理公司等大企業投資外，之後還在加拿大、英國、印度等38個國家開設據點。2015年2月，WeWork獲列入《快公司》的50大最具創新力的公司名單內。然而四年後，《華爾街日報》揭發紐曼在2018年夏天包下一架灣流G650從美國飛往以色列期間，於機上的大部分時間裡都在與其朋友吸食大麻。在以色列著陸後，機組人員發現了一個裝滿大麻的麥片盒，並將此事報告給灣流宇航。由於認定有販運大麻的嫌疑，灣流宇航決定提前回收飛機，紐曼一行人不得不單獨預訂返程的航班。
2019年9月22日，《華爾街日報》等媒體報稱WeWork多位董事在紐曼的「古怪行徑和吸毒犯行」被曝光後，正計劃在首次公開募股（IPO）前迫使他辭去CEO一職。《衛報》公布了許多細節，包括紐曼在WeWork進行IPO前便挪用了7億美元的公款，令其在公司的地位受損。他為了支付換來「We」商標的費用，還指示We Holdings LLC（一家由紐曼和麥凱維管理的公司）否決達590萬美元的股權交易。在公開募股文件披露公司存在巨大虧損及不合理的昂貴租約等問題後，投資者施加的壓力越來越大，紐曼為此在2019年9月26日宣佈離任WeWork首席執行官的職位，並放棄大部分其持有的投票控制權，同時任命亞蒂·明森與塞巴斯蒂安·岡寧漢姆作為他的後繼者。

#### 離開WeWork後
2019年10月，《華爾街日報》再揭發紐曼收取了大股東軟銀集團近17億美元的款項，以換取其辭去WeWork董事會的職務，並切斷與公司的大部分關係。一星期後，少數股東對紐曼和其他WeWork高層提起訴訟，指控他們違反信託義務。隔年2月24日，《華爾街日報》續指紐曼在軟銀不再向他支付剩餘款項前，已收到他們同意支付的1.85億美元諮詢費中的1.3億。2020年5月27日，他和軟銀之間據報已重新談判了遣散費的條款，取代原有的2019年10月協議。
除其他條款外，紐曼還收到了1.06億美元的款項，比此前收到的9250萬諮詢費要多，而其中的5000萬用作支付律師費。重新談判過後的和解方案還讓他在有利的條件下為4.32億美元的債務再融資，並允許其實體出售值5.78億的WeWork股份。《華爾街日報》還報稱紐曼獲得約2.45億的股票獎勵，前提是WeWork的股價需高於每股10美元，否則他便無法取得這筆獎金。在2021年1月，紐曼聘請了頂尖誹謗律師湯姆·克萊爾來捍衛自己的名譽。四個月後，《福布斯》公佈他的淨資產為7.5億美元，為其自2015年入選以來首次跌出億萬富翁行列。
截至2022年3月，紐曼已將重心轉移到邁阿密的房地產投資上。同年8月，安德里森·霍罗威茨宣布投資他將在2023年內創辦的新住宅房地產公司Flow。安德里森·霍罗威茨的共同創辦人馬克·安德里森在一份備忘錄中表示，Flow可能會透過努力幫助租戶最終擁有他們所租的單位，為房地產市場上創造更多的公平性。長久以來，安德里森一直不避諱談論美國房地產市場的不平等現象，認為需要建造更多住房。但就在宣布投資Flow不到兩週後，他據聞強烈反對在其近鄰推行更多集合住宅項目。在2022年5月，紐曼同時報稱在幕後主持了一家在區塊鏈上運行，名叫Flowcarbon的初創碳信用代幣化交易平台。

## 個人生活與願景
紐曼在2008年與蕾貝卡·派特洛結婚，他也因此成為著名演員兼奧斯卡影后葛妮絲·帕特罗的親屬。兩人育有6個孩子，並居住在紐約的格林尼治村社區。在2019年，紐曼夫婦創立了一家名叫「166第二金融服務」（166 2nd Financial Services）的家族辦公室，負責管理他們的個人資產，並擲下超過10億美元投資房地產和初創投資。紐曼的其中一位姐姐阿迪（Adi）是一位曾獲選「以色列青年小姐」（Miss Teen Israel）的模特兒。
2018年，紐曼在UJA-紐約總會上發表主題演講，提及他每週都會和家人一起遵守安息日習俗，並談到猶太教在其個人和職業發展中扮演的角色。
《華爾街日報》在2019年的一篇文章中指出紐曼的畢生之願是長生不老、成為世上首位萬億富翁、將WeWork拓展至火星、成為以色列總理和「世界總理」。《名利場》則在2019年9月提到紐曼聲稱自己說服拉姆·伊曼纽尔參選美國總統、沙烏地阿拉伯王子穆罕默德·本·薩勒曼改善該國婦女的地位，並表示未來摩根大通首席執行官傑米·戴蒙將擔任其私人銀行家，同時也正與贾里德·库什纳商討川普政府針對以巴衝突的和平計劃。

## 投資

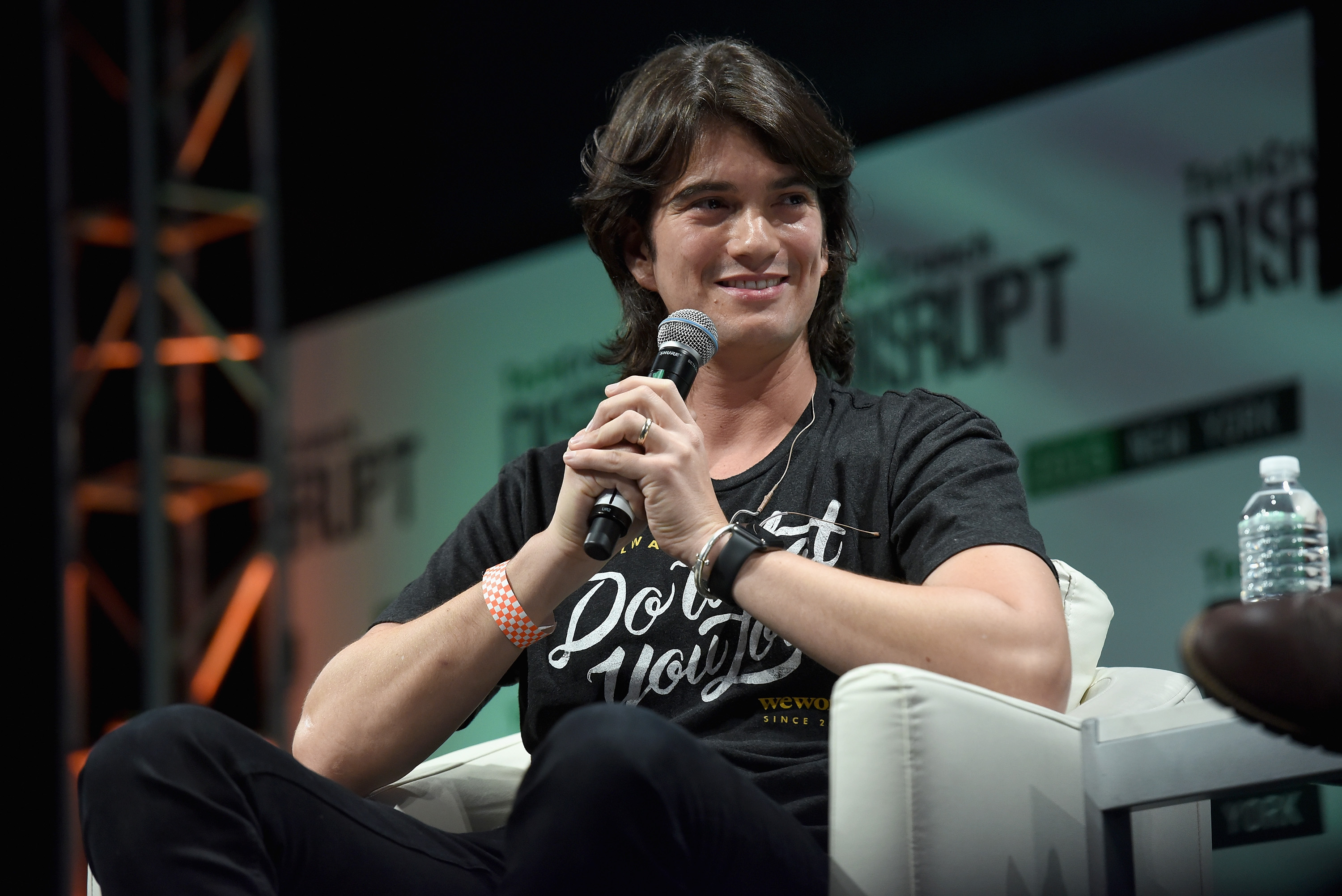
在2015年TechCrunch會議上的紐曼

在2018年，紐曼成為由前以色列總理埃胡德·巴拉克擔任董事會主席的以色列大麻公司InterCure的合夥人，並贊助了一家名叫EquityBee的初創科技投資者向公司，同時也投資了酒店公司Selina。2020年初，紐曼向多式聯運共享出行公司GOTO Global注資1000萬美元，並控有該公司百分之33的股權。

### 物業
2012年，紐曼與Alchemy Properties的肯·霍恩和喬爾·薛伯合夥，以6800萬美元的價格買下紐約伍爾沃斯大樓的頂層，然後將其改建為公寓住房。
作為首席執行官，紐曼曾多次購買物業，然後將其租回給WeWork。觀察家指出若WeWork想上市的話，這種潛在利益衝突就必須停止。在擔任WeWork的CEO期間，紐曼總共購買了總值達9000萬美元的住宅，其中包括位於紐約州西徹斯特郡的60英畝（24公頃）物業、鄰近紐約曼哈頓格拉梅西公園6,000平方英尺（560平方）公寓、兩間地處漢普頓地區的屋子，以及要價2100美金的加州科特马德拉豪宅。
紐曼已經入手了多棟公寓大樓，截至2022年初，他擁有約4,000套總價值約10億美元的公寓，大部分位於美國南部。

## 在流行文化中的描述
在2022年Apple TV+電視劇《新創玩家》中，紐曼一角由傑瑞德·雷托飾演。

### 忽悠世代
描述美國詐騙犯的HBO紀錄片《忽悠世代》中有一集名叫〈WeWork邪教〉（Cult of WeWork） ，內容講述了紐曼在WeWork裡展現出的領導才能。然而該節目將其塑造成騙子，紐曼夫婦遂決定訴諸法律行動。此事除後以HBO更改對他的描述，以及刪走該集的真實犯罪分類告結。根據Deadline Hollywood的說法，〈WeWork邪教〉是《忽悠世代》系列中唯一一部主角沒有被起訴、被指控違反實際法律，或在其餘集數中頻繁出現的服刑的一集。